# Agave mitis
Agave mitis är en sparrisväxtart som beskrevs av Carl Friedrich Philipp von Martius. Agave mitis ingår i släktet Agave och familjen sparrisväxter.

## Underarter
Arten delas in i följande underarter:
- A. m. albidior
- A. m. mitis

## Bildgalleri

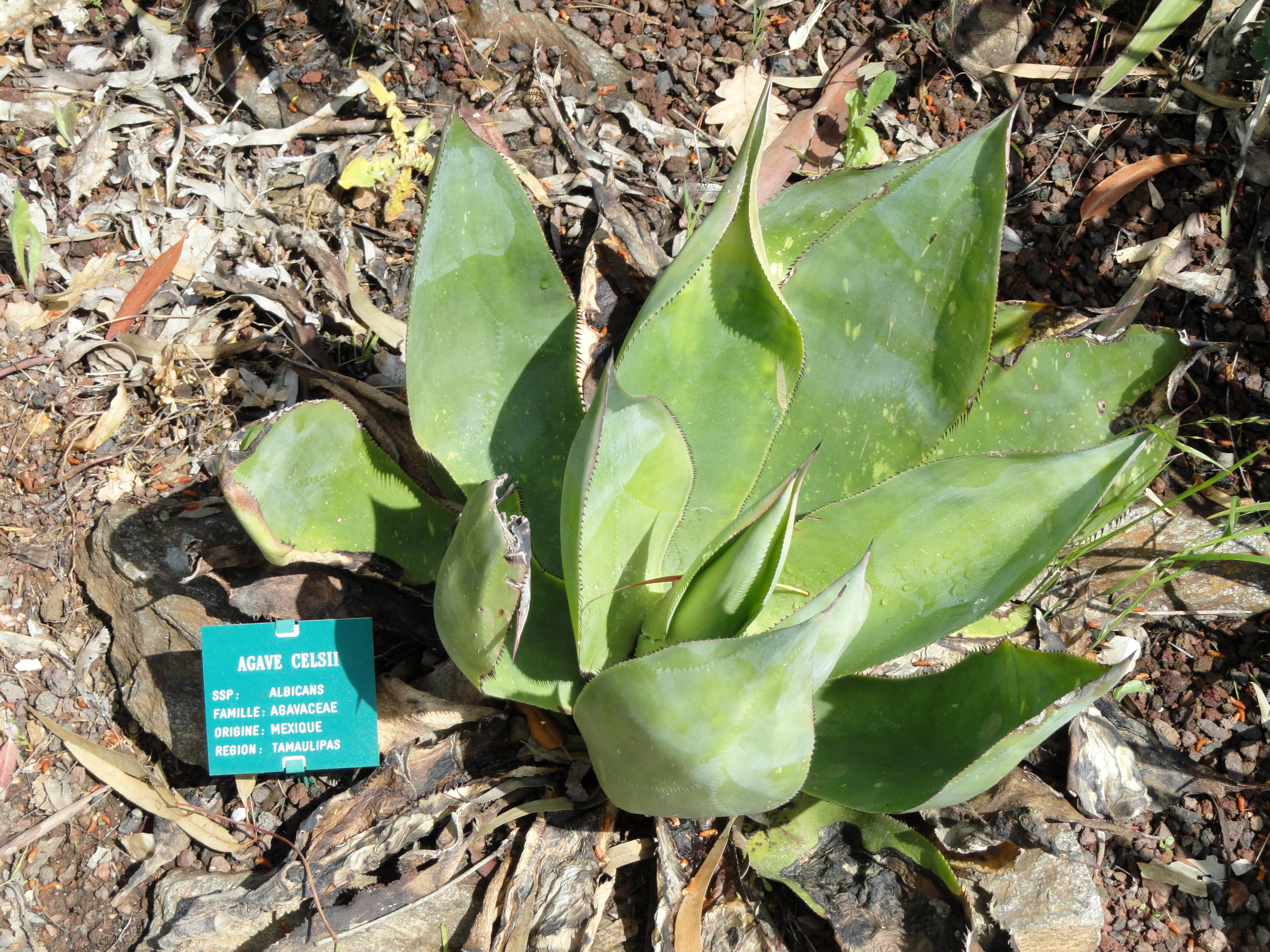
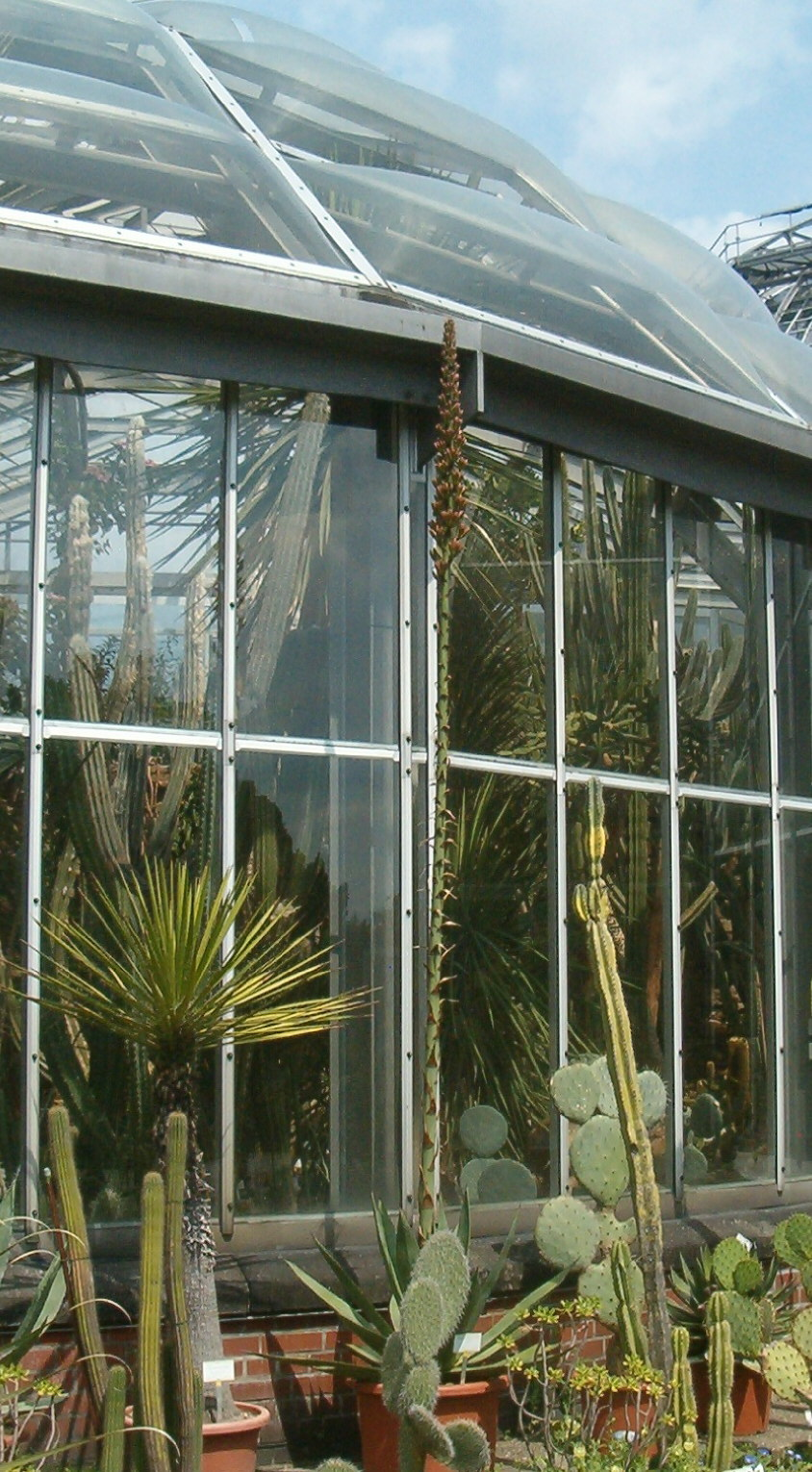
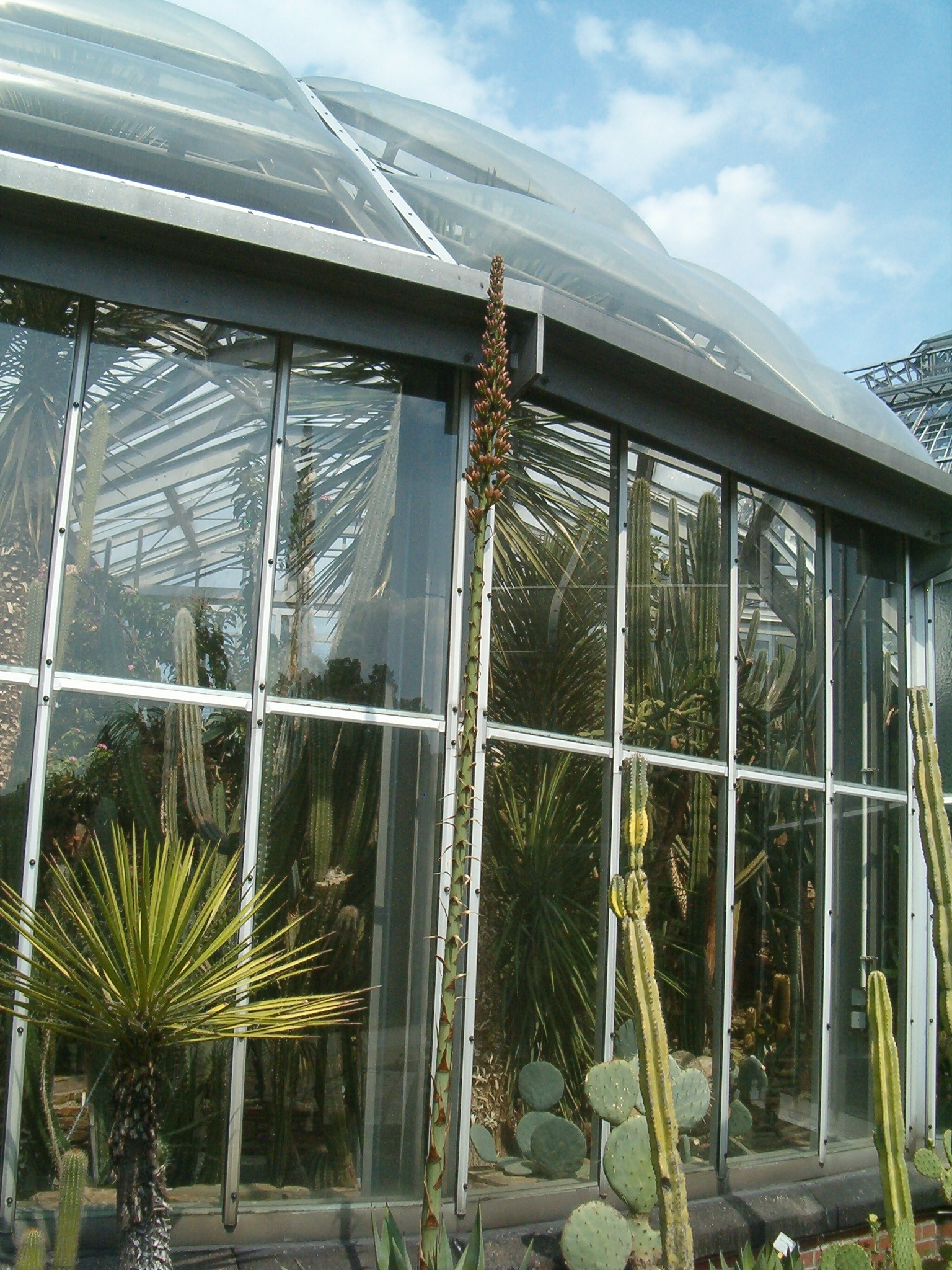
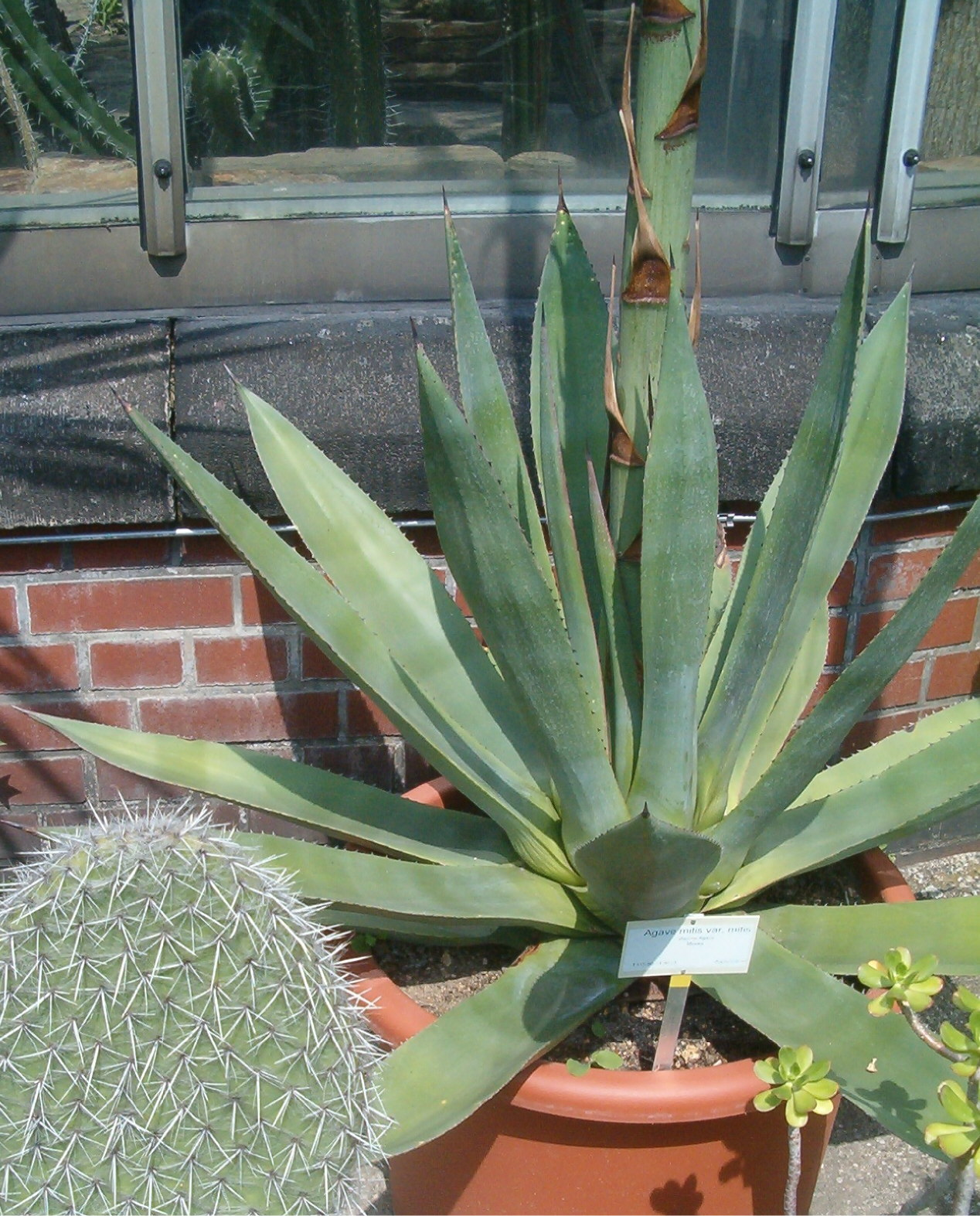